# Стрибки у воду на літніх Олімпійських іграх 1932
Змагання зі стрибків у воду на літніх Олімпійських іграх 1932 в Лос-Анджелесі тривали з 8 до 13 серпня на Лос-Анджелеському плавальному стадіоні. Розіграно 4 комплекти нагород (по 2 серед чоловіків і жінок). Змагалися 28 спортсменів з 9-ти країн.

## Медальний залік

### Чоловіки
| Дисципліна    | Золото               | Срібло               | Бронза               |
| ------------- | -------------------- | -------------------- | -------------------- |
| Трамплін, 3 м | Майкл Ґалітцен (USA) | Гаролд Сміт (USA)    | Річард Деґенер (USA) |
| Вишка, 10 м   | Гаролд Сміт (USA)    | Майкл Ґалітцен (USA) | Франк Куртц (USA)    |

### Жінки
| Дисципліна    | Золото                 | Срібло                 | Бронза             |
| ------------- | ---------------------- | ---------------------- | ------------------ |
| Трамплін, 3 м | Джорджия Коулмен (USA) | Кетрін Роулз (USA)     | Джейн Фонтц (USA)  |
| Вишка, 10 м   | Дороті Пойнтон (USA)   | Джорджия Коулмен (USA) | Меріон Ропер (USA) |

## Країни-учасниці
Змагалися 17 стрибунів і 11 стрибунок у воду з 9-ти країн:
- Австрія  (2)
- Канада  (3)
- Данія  (1)
- Франція  (1)
- Німеччина  (2)
- Японія  (4)
- Мексика  (5)
- Швеція  (1)
- США  (9)

## Таблиця медалей
| Місце              | Країна             | Золото | Срібло | Бронза | Загалом |
| ------------------ | ------------------ | ------ | ------ | ------ | ------- |
| 1                  | США                | 4      | 4      | 4      | 12      |
| Загалом (1 збірна) | Загалом (1 збірна) | 4      | 4      | 4      | 12      |